# Heidelberger Spargelessen
L’Heidelberger Spargelessen (letteralmente, la cena a base di asparagi di Heidelberg), conosciuto anche come Heidelberger Spargelaffäre,   o Heidelberger Mockage (Beffa di Heidelberg)  fu una serie di manifestazioni pubbliche tenutesi a Heidelberg dal 21 maggio 1935 contro Adolf Hitler, organizzate da appartenenti ad associazioni studentesche. Si trattò di proteste contro il processo di scioglimento delle corporazioni studentesche da parte dei nazionalsocialisti. In particolare furono i membri dell'associazione Saxo-Borussia  ad esprimere critiche dirette contro Adolf Hitler e il Nazionalsocialismo.

## Antefatto
Dopo la presa di potere dei nazionalsocialisti, che con la nomina a Cancelliere di Hitler il 30 gennaio 1933 era entrata nella fase decisiva, si verificarono tensioni tra le associazioni studentesche (Studentverbindungen) da una parte e il partito nazionalsocialista (NSDAP) e la corrispondente associazione studentesca, il Nazionalistischen Deutschen Studentenbund (NSDStB) dall'altra. L'orientamento tradizionalista delle associazioni e la fedeltà reciproca tra i rispettivi membri, in contrasto con l'ideale di Volksgemeinschaft (comunità popolare), era in contrasto con l'atteggiamento rivoluzionario dei nazionalsocialisti; d'altra parte numerose associazioni studentesche condividevano col nazionalsocialismo idee nazionaliste, razziste, o volkisch (populiste).
Questo portò ad un atteggiamento oscillante: mentre alcune associazioni si sottomettevano alle pretese di rappresentanza esclusiva del NSDStB, abbandonando le antiche tradizioni, altre cercarono lo scontro con i nuovi detentori del potere; altre ancora cercarono, attraverso una strategia di adattamento, di far diminuire la pressione su di esse, e dunque di garantirsi la sopravvivenza tramite l'immobilità. Soprattutto i Corp (le più antiche associazioni studentesche) erano reazionari, e contrastarono la volontà di Gleichschaltung del NSDAP.

## I fatti
Il 21 maggio 1935 membri del Corp Saxo-Borussia entrarono nel locale ufficiale dell'associazione, il "Sepp'l" di Heidelberg, mentre alla radio veniva trasmesso il "discorso di pace" di Hitler dal Reichstag. Disturbarono la trasmissione con alte grida, raccontando ad alta voce barzellette sul Führer, e, con l'aiuto di una bottiglia di spumante vuota come strumento musicale di fortuna,  improvvisarono canti satirici contro i Nazionalsocialisti.
Il giorno seguente le proteste si sprecarono: si erano comportati in modo inurbano, e avevano disturbato gli avventori del "Sepp'l" mentre ascoltavano il discorso. Per questo il Saxo-Borussia si scusò col NSDStB di Heidelberg, con il resto del corpo studentesco ormai da esso dominato, e con il loro leader Gustav Adolf Scheel (membro dell'associazione degli studenti tedeschi di Tubinga), così come col rettore Prof. Wilhelm Groh (Alter Herr, ovvero membro anziano, del  Corp Suevia-Freiburg). Questi accettarono le scuse senza intraprendere altre azioni disciplinari.
Il giorno seguente, sotto il pungolo dalla stampa già allineata, che manifestava pubblicamente indignazione, ci furono però altre provocazioni: durante una cena a base di asparagi (piatto tipico della regione) alla Hirschgasse (il tradizionale locale di Heidelberg dove si svolgevano i duelli studenteschi) membri dello stesso “Corp” si misero a discutere se il Führer mangiasse asparagi „con coltello, forchetta, o con le mani“ e secondo le regole studentesche; infine dichiararono che Hitler „possedeva una bocca tanto grande da poter mangiare asparagi trasversalmente“.

## Conseguenze
Immediatamente dopo l'accadimento il Saxo-Borussia fu vietato, gli studenti coinvolti rimproverati, il presidente del Corp Henning von Quast fu temporaneamente arrestato. Le altre associazioni reagirono in modo diverso.  In certi casi furono organizzate manifestazioni, come l'apparizione di un imitatore di Hitler sulla terrazza della sede delle associazioni studentesche di Marburgo, o l'applicazione di un'immagine di Hitler al manichino da scherma di un'associazione; in altri casi altre associazioni si mostrarono indignate per l'atteggiamento antistatale, un po' per convinzione, un po' per paura di essere vittima dell'attesa repressione.
La Deutsche Sängerschaft (che riuniva le associazioni studentesche con interessi musicali) rilasciò questa dichiarazione „Mentre le associazioni studentesche musicali in camicia bruna prestano sul campo il più duro servizio per il Popolo e la Nazione, gli studenti dei Corp in frac festeggiano con vino e champagne il ricevimento di un volpone. Mentre in terra di confine le associazioni musicali con il canto sulle labbra danno il loro contributo per riempire il crepaccio tra Popolo e studenti, i membri ubriachi dei Corp sfilano per strada e coprono le parole del nostro Führer, sacre per tutti gli altri Tedeschi!“
In caricature ed articoli di giornale le associazioni studentesche ma soprattutto i Corp furono dipinti come „reazionari“, „stupidi“ e „borghesi“. Baldur von Schirach, capo della Gioventù hitleriana, pubblicò un "Appello e Comando", dove dichiarava:
Gli ideali di queste associazioni sono il mendace vetero-romanticismo di Heidelberg, e tradizioni feudali contrarie agli interessi dei lavoratori. Sono al di fuori della società e nemiche della nazione nazionalsocialista.
 La Gioventù hitleriana nella sua dignità di organizzazione dedita all'educazione della futura generazione tedesca non può identificarsi, e nemmeno accettare queste azioni, che ci risulteranno sempre indegne del nostro popolo tedesco e del nostro Führer. Soprattutto gli ultimi episodi accaduti ad Heidelberg negli ultimi giorni che hanno portato alla sospensione del Saxo-Borussia, danno una paurosa immagine di abbrutimento e mancanza di disciplina, della pedestre meschinità di un piccolo gruppo di studenti dediti al chiasso e al bere, mentre la Germania lavora. Se simili elementi non si fermano nemmeno di fronte alla per noi sacra persona del Fuhrer, si giudicano da soli. Tracciamo dunque il trattino di separazione tra noi e loro, il trattino di separazione tra Reazione e Socialismo.
Successivamente ordinò a tutti i membri della Hitlerjugend che facevano anche parte di associazioni studentesche, di scegliere tra la HJ e le associazioni stesse.
Lo stesso Hitler parlò della „lenta morte“ delle associazioni il 15 luglio 1935. Poco dopo, ordinò il divieto e lo scioglimento delle associazioni studentesche e delle loro confederazioni.